# Геїта (регіон)
Геїта  (англ. Geita) — один з 31 регіону Танзанії. Має площа 20 054 км², за переписом 2012 року його населення становило 1 739 530 осіб. Адміністративним центром регіону є місто Геїта.

## Історія
Регіон був створений у березні 2012 р. з частин районів Шиньянга, Мванза та Кагера.

## Адміністративний поділ
Адміністративно область поділена на 5 округів:
- Букомбе
- Чато
- Геїта
- Мбоджі
- Ньянгвале